# Ришар Дембо
Ришар Дембо (фр. Richard Dembo; 24. мај 1948 — 11. новембар 2004) је био француски редитељ и сценариста. Године 1984. је добио Оскара за најбољи страни филм Опасни потези, као и награду Сезар и Луј Делук. Године 1993. је режирао L'instinct de l'ange са Елен Винсент, Жаном Луј Трентињаном, Франсоа Клизеом и Ламбертом Вилсоном. Након дуже паузе је режирао свој последњи филм Nina's House. Преминуо је у Паризу, а сахрањен је у Израелу.

## Филмографија

### Режисер и сценариста
- 1984: Опасни потези
- 1992: L'Instinct de l'ange
- 2003: La Carpe dans la baignoire uniquement à l'état de scénario non publié et non réalisé
- 2005: La Maison de Nina

### Сценариста
- 1997: Les Palmes de monsieur Schutz